# 고이소 내각
고이소 내각(小磯内閣)은 예비역 육군대장, 조선총독 고이소 구니아키가 제41대 내각총리대신으로 임명되어, 1944년 7월 22일부터 1945년 4월 7일까지 존재한 일본의 내각이다.

## 재직 기간
- 1944년(쇼와 19년) 7월 22일 ~ 1945년(쇼와 20년) 4월 7일
- 재직 일수 : 260일

## 각료
- 내각총리대신

고이소 구니아키 (예비역 육군 대장, 일본 육사 12기) : 1944년 7월 22일 ~ 1945년 4월 7일
- 외무대신

시게미쓰 마모루 (외무성 관료, 도조 내각에서 유임) : 1944년 7월 22일 ~ 1945년 4월 7일
- 내무대신

오다치 시게오 (내무성 관료) : 1944년 7월 22일 ~ 1945년 4월 7일
- 대장대신

이시와타 소타로
쓰시마 주이치
- 육군대신

스기야마 하지메
- 해군대신

요나이 미쓰마사
- 사법대신

마쓰사카 히로마사
- 문부대신

니노미야 하루시게
백작 고다마 히데오
- 후생대신

히로세 히사타다
아시카와 가쓰로쿠
- 대동아대신

시게미쓰 마모루 (외상 겸임)
- 농상대신

시마다 도시오
- 군수대신

후지와라 긴지로
요시다 시게루
- 운수통신대신

마에다 요네조
- 국무대신

마치다 주지
- 국무대신

백작 고다마 히데오
히로세 히로타다
이시와타 소타로
- 국무대신

오가타 다케토라
- 국무대신

고바야시 세이조
- 내각서기관장

미우라 가즈오
다나카 다케오
히로세 히로타다
이시와타 소타로
- 법제국장관

미우라 가즈오